# Morris Wood
Morris Wood, född 28 januari 1882 i Long Branch, New Jersey, död 17 maj 1967 i Long Branch, New Jersey var en amerikansk skridskoåkare som tävlade både som amatör och professionellt under det sena 1890-talet och det tidiga 1900-talet.

## Biografi
Morris Wood började åka skridskor på Shrewsbury River i hans hemtrakter kring Long Branch, New Jersey.
Wood var under sin tävlingskarriär bland annat klubbkamrat med den norske skridskoåkaren Peter Sinnerud i Verona Lake Skating Club Wood i Verona, New Jersey. Sinnerud gick under smeknamnet "The Terrible Swede" ("den förfärlige svensken") i USA på grund av sitt rykte som snabbskrinnare och på grund av den svensk-norska unionen.
Wood började tävla som professionell 1908 efter en flerårig och framgångsrik amatörkarriär. Hans yngre bror Oliver "Ollie" Wood tävlade också för Verona Lake Skating Club, dock inte med samma stora framgångar som sin äldre bror.